# Tarentola parvicarinata
Tarentola parvicarinata är en ödleart som beskrevs av  Ulrich Joger 1980. Tarentola parvicarinata ingår i släktet Tarentola och familjen geckoödlor. Inga underarter finns listade i Catalogue of Life.